# Ernst Mether-Borgström
Ernst Johan Mether-Borgström, född 2 augusti 1917 i Helsingfors, död 28 juni 1996 i Esbo, var en finländsk målare, grafiker och skulptör. 

## Biografi

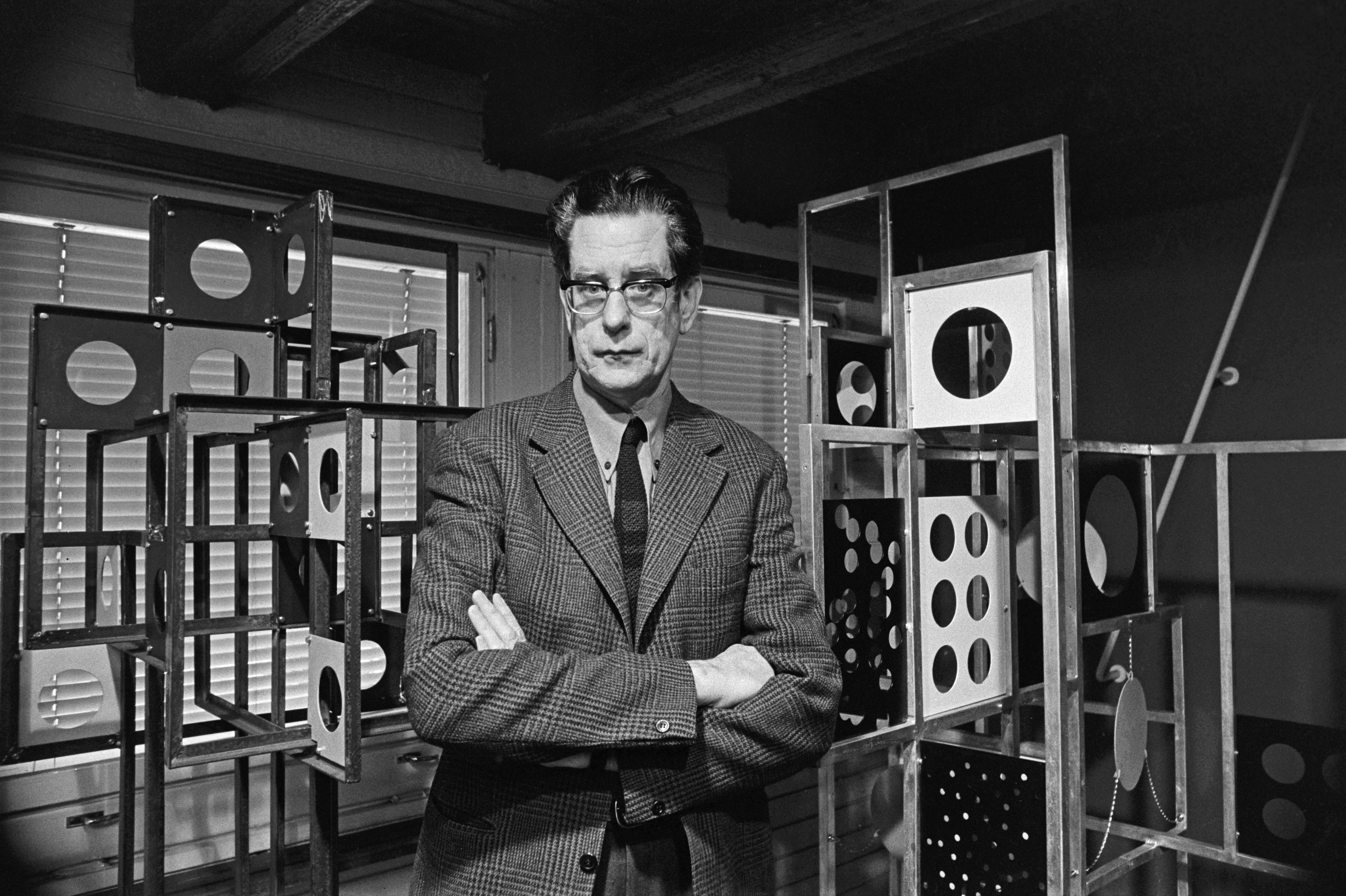
Ernst Mether-Borgström år 1972.

Mether-Borgström studerade 1937–1941 vid Centralskolan för konstflit (bruksgrafiska linjen) och 1945–1947 vid Finlands konstakademis skola samt ställde ut första gången (metallgrafik) 1941. Han arbetade 1941–1942 som reklamgrafiker vid Oy Tilgmann Ab och 1942–1945 bland annat som illustratör på Erva-Latvalas reklambyrå. I hans tidiga målningar från 1940-talet och början av 1950-talet finner man vid sidan av humoristiska porträtt och tidiga självporträtt även stadslandskap från bland annat Rom och Paris (den första studieresan 1949) samt landskap från Sydfrankrike. Samtidigt framträdde han också som grafiker med etsningar, naturalistiska och detaljrika, stundom i en lätt humoristisk eller surrealistisk anda, med liknande motiv som i måleriet, till exempel stadsvyer och ofta förekommande motiv ur bland annat cirkuslivet. 
Mether-Borgström hade under sina vistelser i Paris i slutet av 1940- och början av 1950-talet blivit intresserad av den ickeföreställande, geometriska konsten och av Paul Klees konst. Han räknas i dag till banbrytarna för det konstruktivistiska måleriet och skulpturen i Finland. Från slutet av 1950-talet blev Mether-Borgström mest känd för sina abstrakta och konkreta målningar i olja och akrylfärger, gouacher och akvareller, serigrafier och färglitografier, samt målade stålkonstruktioner och utkast till monumentalskulpturer. Utmärkande för hans konst var den lättsamma och glada tonen, som skilde hans arbeten från många andra abstrakta målares och konstruktivistiska grafikers. Vid sidan av sitt abstrakta måleri förmådde han ännu efter det han helt övergått till det abstrakta göra många fullt naturalistiska beställningsporträtt. 
Offentliga målningar av Mether-Borgström finns bland annat i samskolan i Riihimäki (1967), stadshuset i Esbo (1979) och Kuopio universitet (1982) samt skulpturer bland annat i Esbo centrum 1986. Han deltog i Venedigbiennalen 1958, som förste finländare med abstrakta arbeten. Han undervisade 1945–1947 vid Finlands konstakademis skola och tillhörde den så kallade Purnugruppen, som sedan 1967 ställde ut hos Aimo Tukiainen i Orivesi, och Dimensiogruppen, till vilken han anslöt sig 1972, samma år den grundades. 
Mether-Borgström tilldelades Pro Finlandia-medaljen 1965, Prins Eugen-medaljen 1984 och titeln konstens akademiker 1991. En minnesutställning över honom arrangerades i Ateneum 1997.